# Ломоносовский район (Москва)
Ломоно́совский райо́н — район Юго-Западного административного округа города Москвы. В границах района образовано внутригородское муниципальное образование Ломоносовский муниципальный округ.

## Основные показатели района
Площадь территории района — 333,75 га. По плотности населения на 2010 год район занимает 3-е место в городе.
Площадь жилого фонда района по данным на 2010 год — 2,8815 млн м².

## Население
| 2002    | 2010    | 2012    | 2013    | 2014    | 2015    | 2016    |
| ------- | ------- | ------- | ------- | ------- | ------- | ------- |
| 81 851  | ↗84 148 | ↗84 986 | ↗85 924 | ↗86 694 | ↗87 065 | ↗87 573 |
| 2017    | 2018    | 2019    | 2020    | 2021    | 2023    | 2024    |
| ↗87 621 | ↗87 998 | ↗88 320 | ↗88 407 | ↘88 335 | ↘87 923 | ↘87 044 |

### Национальный состав
По итогам переписи населения 2020 года проживали следующие национальности (национальности менее 0,1 % и другое, см. в сноске к строке «Другие»):
| Национальность | Численность, чел. | Доля     |
| -------------- | ----------------- | -------- |
| Русские        | 62 988            | 71,31 %  |
| Армяне         | 550               | 0,62 %   |
| Татары         | 528               | 0,60 %   |
| Евреи          | 235               | 0,27 %   |
| Украинцы       | 225               | 0,25 %   |
| Азербайджанцы  | 222               | 0,25 %   |
| Грузины        | 213               | 0,24 %   |
| Узбеки         | 141               | 0,16 %   |
| Чеченцы        | 112               | 0,13 %   |
| Другие         | 23 121            | 26,17 %  |
| Итого          | 88 335            | 100,00 % |

## Границы и территория
Граница района проходит по оси улицы Кравченко, далее по осям: проспекта Вернадского, улицы Строителей, далее, пересекая Ленинский проспект, по осям улицы Панфёрова, улицы Вавилова, Нахимовского проспекта, улицы Архитектора Власова, улицы Гарибальди, далее по оси улицы Академика Пилюгина, пересекая Ленинский проспект, до улицы Кравченко.
Ломоносовский район граничит со следующими районами:
- Юго-Западный административный округ:
  - на северо-востоке — с Гагаринским районом (по улице Строителей, улице Панфёрова, улице Вавилова)
  - на востоке — с Академическим районом (по Нахимовскому проспекту)
  - на юго-востоке — с районом Черёмушки по улице Архитектора Власова
  - на юге — с Обручевским районом по улице Академика Пилюгина
- Западный административный округ:
  - на юго-западе — с районом Проспект Вернадского по улице Кравченко
  - на северо-западе — с районом Раменки по проспекту Вернадского

В территорию района входят следующие кварталы Юго-Запада:
- 14-й — между проспектом Вернадского, улицей Строителей, Ленинским проспектом, улицей Крупской
- 15-й — между Ленинским проспектом, улицей Панфёрова, улицей Вавилова, улицей Гарибальди
- 15-й «Б» — между улицей Вавилова, Нахимовским проспектом, улицей Архитектора Власова, улицей Гарибальди
- 16-й — между Ленинским проспектом, улицей Гарибальди, улицей Академика Пилюгина
- 17-й — между проспектом Вернадского, улицей Крупской, Ленинским проспектом, улицей Марии Ульяновой
- 18-й — между проспектом Вернадского, улицей Марии Ульяновой, Ленинским проспектом, улицей Кравченко

## Геральдическая символика

### Герб
В золотом щите московской формы с пониженным красным поясом зелёный дуб с крупными зелёными листьями и четырьмя красными желудями. Под щитом на золотой ленте надпись зелёными буквами «ЛОМОНОСОВСКИЙ».

### Флаг
Флаг представляет собой двустороннее, прямоугольное полотнище с соотношением сторон 2:3. Полотнище флага из трёх горизонтальных полос: верхней золотой (11/20 ширины полотнища), красной (4/20 ширины полотнища) и золотой (5/20 ширины полотнища). В центре полотнища, поверх всех полос, помещено изображение зелёного дуба с крупными зелёными листьями и четырьмя красными желудями (размеры изображения составляют 1/2 длины и 7/8 ширины полотнища).

### Объяснение символики
Зелёный дуб символизирует территорию района, где в старину произрастали широколистные леса, в которых в изобилии росли дубы (дубравы). По преданию, ещё при Иване Калите в этих местах рубили дубы для постройки кремлёвских стен вместо старых сосновых. Пониженный красный пояс символизирует главную магистраль района — Ленинский проспект, проходящий «красной нитью» по территории района и соединяющий центр столицы с кольцевой автодорогой.

## История

### До 1935 года
Прежде на месте Ломоносовского района располагалось село Семёновское, граничившее на востоке с селом Черёмушки (Знаменское-Черемошки), на юго-востоке — с сёлами Шаболово и Троицкое (Воронцово), на юге — с усадьбой «Воронцово», на западе — с деревней Никольская; через Семёновское с севера на юг проходило Калужское шоссе, от которого перед селом отходило на запад Боровское шоссе, проходившее по северной окраине села.
Семёновское принадлежало московскому боярину Семёну Жеребцу, сыну Андрея Кобылы. С XV века село стало великокняжеской вотчиной, впервые в сохранившихся источниках оно упоминается в духовной грамоте великой княгини Софьи Витовтовны 1453 года, согласно которой она отдавала своему внуку Юрию Воробьёво «с Семёновским» и с деревнями «и со всем своим прикупом». В середине XIX века оно значилось сельцом Коломенского приказа Сдельного ведомства и насчитывало 41 двор, в которых проживали 225 мужчин и 249 женщин. Перед революцией и в первые годы после неё Семёновское было довольно зажиточным селом, состоявшим, по воспоминаниям старожилов, из трёх улиц (без названий), около пятисот дворов и пяти каменных домов.
В 1924 году в Семёновском (у развилки Калужского и Боровского шоссе между ними) была возведена каменная православная Троицкая церковь (сейчас на её месте находится «Зоомагазин», Ленинский проспект, д. 68), едва ли не последняя из возникших в годы советской власти на территории современной Москвы, рядом с церковью было устроено кладбище.

### 1935—1960 годы
В 1935 году село Семёновское примыкало вплотную к границе Москвы, проходившей по Калужскому и Боровскому шоссе.
Согласно Генеральному плану реконструкции Москвы, трассу Калужского шоссе на участке от Калужской заставы до Воронцова (Троицкого) должны были спрямить и перенести юго-восточнее так, что оно должно было пройти по восточной части Семёновского. Севернее Семёновского новую трассу Калужского шоссе должна была пересечь с северо-запада на юго-восток новая магистраль — нынешние Ломоносовский и Нахимовский проспекты. При этом территория Семёновского, примыкающая с северо-запада к новому Калужскому шоссе, должна была стать лесопарковой зоной.
В 1938 году была закрыта Троицкая церковь, в ней располагалась фабрика игрушек, а с начала Великой Отечественной войны и до 1946 года — склады. Церковь была разрушена в середине 1950-х годов во время застройки Семёновского, кладбище сравняли с землёй в конце 1930-х годов в связи с прокладкой дороги — будущего Ленинского проспекта.
С конца 1940-х годов Семёновское — в черте Москвы (по другим данным — с 1958 года), в 1950—60-х годах слилось с застройкой Новых Черёмушек.
Основной массив жилой застройки относится к концу 1950-х годов; здания более позднего времени немногочисленны и не оказывают существенного влияния на облик района в целом. Фронт застройки вдоль Ленинского проспекта, являющийся важнейшим в градостроительном отношении, сложился в период 1957—59 годов, что предопределило архитектурный облик этого участка одной из основных магистралей юго-запада столицы. Парадный ансамбль зданий на пересечении Ленинского проспекта и улицы Кравченко (д. 90 и д. 95 по Ленинскому проспекту и д. 2 по улице Кравченко) отмечает прежние въезд на проспект и границу города.

### 1960—1991 годы
В 1960 году, после расширения границ Москвы до МКАД, территория будущего Ломоносовского района вошла в состав Ленинского и Октябрьского районов, граница между которыми прошла по оси Ленинского проспекта (к северо-западу от Ленинского проспекта был расположен Ленинский район, к юго-востоку — Октябрьский).
К 1964 году была застроена территория 14-го, 15-го, 17-го и 18-го кварталов. На картах того времени улица Панфёрова не подписана (хотя, согласно Топонимическому словарю «Имена московских улиц», она была образована и получила своё название ещё в 1961 году). Улица Вавилова в то время оканчивалась у Ломоносовского проспекта и улицы Красикова (часть нынешнего Нахимовского проспекта от улицы Вавилова до Профсоюзной улицы), её трасса продолжалась от прежней трассы Калужского шоссе, но не имела названия и статуса улицы. Также ещё не была проложена улица Академика Пилюгина (своё название получила лишь в 1982 году). 16-й квартал был застроен только вдоль Ленинского проспекта и улицы Гарибальди, остальная его часть являлась садово-парковой зоной. 15-й «Б» квартал оставался незастроенным: по нему проходила старая трасса Калужского шоссе, сохранявшего на этом участке сельскую застройку.
С 1969 года территория будущего Ломоносовского района входила в Октябрьский и Черёмушкинский районы Москвы: их границей стала линия, проходящая по оси улицы Вавилова и продолжающаяся далее прямо за улицу Гарибальди до улицы Академика Пилюгина, к северо-западу от этой линий лежала территория Октябрьского района, к юго-востоку — Черёмушкинского (границы этих районов изменились в 1977 году, но не затронули территорию будущего Ломоносовского района; в 1983 году Черёмушкинский район был переименован в Брежневский, в 1988 году — обратно в Черёмушкинский).
К 1980 году полностью сформировалась дорожная сеть района, началась застройка территории 15-го «Б» квартала и южной части 16-го квартала.

### С 1991 года
В 1991 году был образован Ломоносовский муниципальный округ Юго-Западного административного округа в границах, соответствующих границам современного Ломоносовского района. В 1995 году на территории муниципального округа был образован Ломоносовский район в своих нынешних границах.

## Совет депутатов
10 сентября 2017 года на выборах в Совет депутатов Ломоносовского муниципального округа победили преимущественно независимые депутаты, им досталось 8 мандатов. 2 мандата получили кандидаты, выдвинутые партией «Единая Россия».
Список депутатов Совета депутатов Ломоносовского муниципального округа:
1. Бабурина Ирина Алексеевна, директор ГБОУ «Школа № 117», выдвинута партией «Единая Россия»;
2. Бойков Илья Маркович, индивидуальный предприниматель, выдвинут партией «Яблоко»;
3. Бурков Антон Леонидович, правозащитник, выдвинут партией «Яблоко»;
4. Калинин Владимир Александрович, эксперт по публичным коммуникациям, выдвинут партией «Яблоко»;
5. Куземина Юлия Владимировна, директор ГБУ ТЦСО «Ломоносовский», выдвинута партией «Единая Россия»;
6. Нефедов Гордей Юрьевич, временно не работающий, выдвинут партией «Яблоко»;
7. Николаев Тимофей Александрович, аналитик компании Яндекс, выдвинут партией «Яблоко»;
8. Соколова Яна Александровна, специалист по кадрам ООО «Соленис Евразия», выдвинута партией «Яблоко»;
9. Чиркин Кирилл Вадимович, управляющий ЖСК «Главмосстроевец», выдвинут партией «КПРФ»;
10. Штацкая Ольга Львовна, руководитель аппарата генерального директора ООО «Группа ОНЭКСИМ»; самовыдвижение;

Бабурина Ирина Алексеевна — единственный депутат, избравшийся из прошлого созыва.
Калинин Владимир Александрович — был зарегистрированным кандидатом на Выборы в Московскую городскую думу (2019) от 26-го избирательного округа, был поддержан Умным голосованием и занял второе место
На первом заседании главой муниципального округа был избран Гордей Юрьевич Нефедов.
Соколова Яна Александровна в 2018 году сложила с себя полномочия депутата и уехала на ПМЖ в США.
Вскоре после победы независимых депутатов, своей должности лишился глава Управы Ломоносовского района Сергей Иванов.
8 сентября 2022 года совет депутатов Ломоносовского муниципального округа выпустил обращение, в котором призвал президента Владимира Путина сложить свои полномочия. В обращении сказано, что после второго президентского срока Путина «всё пошло как-то наперекосяк»: ВВП не был удвоен, минимальная зарплата не выросла до обещанного уровня, из России начали массово уезжать умные и работоспособные молодые люди. Авторы обращения заметили, что при Путине Россию в мире начали бояться и ненавидеть, а риторика российских чиновников пронизана нетерпимостью и агрессией. «Просим: освободить себя от занимаемой должности в связи с тем, что ваши взгляды, ваша модель управления безнадёжно устарели и препятствуют развитию России и её человеческого потенциала», — говорится в обращении.

## Улицы

### Основные улицы
- Ленинский проспект
- Улица Вавилова
- Улица Гарибальди

### Прочие улицы
- Проспект Вернадского
- Улица Строителей
- Улица Крупской
- Улица Марии Ульяновой
- Улица Кравченко
- Улица Панфёрова
- Улица Академика Пилюгина
- Улица Архитектора Власова
- Нахимовский проспект

## Природные условия

### Ландшафт и рельеф
Ломоносовский район расположен на Теплостанской возвышенности, являющейся внутригородской частью природного ландшафта Южной увалистой эрозионной возвышенности природного района Москворецко-Окской моренно-эрозионной равнины. Ландшафт сложен мезозойскими породами, перекрытыми покровными суглинками, и глубоко расчленён оврагами и балками.
Рельеф района холмистый, что заметно по уклонам дорог. На Ленинском проспекте существует достаточно крутой подъём от улицы Строителей до улицы Крупской, затем трасса проспекта выравнивается, а после улицы Марии Ульяновой заметен постепенный спуск до улицы Кравченко. Проспект Вернадского спускается от улицы Строителей до улицы Марии Ульяновой, а затем круто поднимается до улицы Кравченко. Соединяющие два проспекта улицы Крупской и Марии Ульяновой имеют сильный уклон в сторону проспекта Вернадского. Улица Гарибальди имеет небольшой уклон от Ленинского проспекта до улицы Вавилова и подъём от улицы Вавилова до улицы Академика Пилюгина. Улицы Строителей, Кравченко, Панфёрова, Вавилова и Академика Пилюгина заметного уклона не имеют. Таким образом, центральная часть района в месте примыкания улиц Крупской, Марии Ульяновой и Гарибальди к Ленинскому проспекту находится на возвышении.

### Водоёмы
На территории района нет открытых водоёмов. У улицы Гарибальди берёт своё начало и протекает параллельно улице Вавилова в коллекторе река Чура (ранее её верховья назывались ручей Черторой). В XX веке в верховьях уже заключённой в коллектор реки существовал пруд с плотиной. В 1960-х годах с восточной стороны улицы Академика Пилюгина существовали пруды — часть каскада прудов Воронцовского парка. Однако к 1980 году все эти пруды были засыпаны. Сейчас Воронцовские пруды восстановлены на территории Воронцовского парка (Обручевский район).

### Парки и скверы

#### Народный парк «Надежда»
Парк на Ленинском проспекте, вл. 82-86. Неофициальное название — парк «Собачка». В 2019 году территорию привели в порядок в рамках программы «Мой район». В 2019 году парк вошел в число 13 площадок городского проекта «Веранды здоровья». Каждые выходные здесь проходят оздоровительные мероприятия, лекции и мастер-классы.
На территории парка обстроены дорожки, есть игровой городок для детей, а также зона воркаута. Зимой здесь работает каток «Надежда» площадью более 1000 квадратных метров. В парке установлены малые архитектурные формы, в том числе облицованные деревом лавочки. Перед парком со стороны Ленинского проспекта находится пешеходная зона со скамейками и клумбами. Здесь также есть велопарковка. В сквере в 2019 году установлена официальная площадка для фейерверков.

#### Сквер на улице Крупской
Прогулочная зона вдоль улицы Крупской. Асфальтированные дорожки на территории сквера пригодны не только для прогулок, но и для бега и велопрогулок. На территории установлены лавочки. В теплое время года в прогулочной зоне разбивают цветники. В сквере расположен памятник Надежде Крупской и Владимиру Ленину. Монумент стоит на пересечении Ленинского проспекта и улицы Крупской.

#### Сквер на улице Марии Ульяновой
Озелененный бульвар, который проходит по южной стороне парка «Надежда» вдоль улицы Марии Ульяновой. Здесь расположено несколько зон отдыха со скамейками вокруг цветников. На территории проложены асфальтированные дорожки. В 2019 году начались работы по благоустройству данной территории. Продолжение работ было запланировано на весенне-летний период 2020 года.

#### Бульвар по улице Гарибальди
Пешеходная зона, расположенная на одной оси с народным парком «Надежда» от дома № 2 по улице Гарибальди до дома № 12. Здесь высажены сосны, березы и другие многолетние деревья. В центре бульвара проходит дорожка, вымощенная двухцветной плиткой. Вечером она освещена фигурными фонарями в классическом стиле. В теплый сезон аллею украшают цветники в каменных чашах. На бульваре расположена площадь с фонтаном в виде дельфинов. Вокруг него установлены парковые диваны.

## Образование, здравоохранение, спорт

### Образовательные учреждения
- Филиалы МГПУ: факультет английской филологии, факультет социальной педагогики
- Институт государственного администрирования
- Школа № 7 (с гимназическими классами)
- Школа № 28
- Школа № 53
- Школа-интернат № 58
- Школа-интернат № 108
- Школа № 117
- Центр образования № 118
- Школа № 119
- Школа-лаборатория № 137
- Школа № 1205
- Школа № 1361
- Школа № 1264
- Гимназия № 1514
- Гуманитарный лицей
- Прогимназия № 1733
- Педагогический колледж
- Профессиональное училище № 113
- Славянско-англо-американская школа «Марина» (НОУ)
- Лицей «Москвич» (НОУ)
- Прогимназия № 1615
- Киношкола
- Центр лечебной педагогики

### Учреждения здравоохранения
- Городская поликлиника № 11
- Городская поликлиника № 95
- Городская поликлиника № 106
- Детская поликлиника № 10
- Детская поликлиника № 134
- Женская консультация № 9
- Кожно-венерологический диспансер № 29
- Наркологический диспансер № 12
- Детско-подростковое отделение наркологического диспансера № 12

## Памятники
- Памятник Н. К. Крупской и В. И. Ленину — установлен в начале бульвара на улице Крупской.

## Транспорт

### Метро
На территории района нет станций метро, наиболее близко расположены станции:
- Университет
- Проспект Вернадского
- Новаторская
- Профсоюзная
- Новые Черёмушки